# CFL séries 2400 et 2450
Les séries 2400 et 2450 sont des rames automotrices à deux niveaux construites par Alstom issues de la gamme Coradia Max. Elles sont opérées par la Société nationale des chemins de fer luxembourgeois qui sont les premiers clients de cette version à deux niveaux (un seul pour les voitures motrices intermédiaires, la toiture étant occupée par les équipements techniques).

## Description
À la suite d'un appel d'offres, les CFL ont signé le 18 décembre 2018 avec Alstom une commande portant sur la livraison de 34 trains régionaux à deux niveaux. La commande, d'un montant de 350 millions d'euros, porte sur 22 « unités courtes » à 3 caisses et 12 « unités longues » à 6 caisses. Les livraisons devaient initialement s’échelonner de décembre 2021 à décembre 2024 mais en raison de la crise sanitaire (covid), les livraisons ont été décalées de février 2023 à décembre 2025.
Par cette commande, les CFL souhaitent remplacer toutes leurs automotrices de la série 2000, issues de la famille des Z2, et augmenter de près de 50% la capacité du parc.
Les rames sont appelées à circuler au Luxembourg, en France et en Belgique.
La première rame est entrée en service le 29 septembre 2024.

## Services effectués
La série 2400 est utilisée en 2025 sur les relations suivantes, notamment sur la ligne reliant Luxembourg et Arlon en Belgique :
- Noertzange – Rumelange
- Bettembourg – Volmerange-les-Mines
- Esch-sur-Alzette – Audun-le-Tiche
- Luxembourg - Ettelbruck – Diekirch
- Kautenbach – Wiltz
- Luxembourg - Wasserbillig
- Luxembourg - Kleinbettingen
- Luxembourg - Arlon

## Dépôt titulaire
Les automotrices sont affectées au dépôt de Luxembourg, unique dépôt des CFL.